# Renco Group
Die Renco Group ist eine US-amerikanische Beteiligungsgesellschaft mit Hauptsitz in New York City. Zum Konzern gehören mehrere Industrieunternehmen wie AM General, Inteva Products und die Doe Run Company.
Ein Jahr nach der Gründung 1975 durch Ira Rennert wurde mit dem Nähmaschinenhersteller Consolidated Sewing Machine Corporation das erste Unternehmen übernommen. Es folgten weitere Akquisitionen von Unternehmen des Maschinenbaus und der Montanindustrie. Im Jahr 1992 übernahm Renco den Fahrzeugbauer AM General von der LTV Corporation. AM General wurde ab 2004 gemeinschaftlich durch Renco und die MacAndrews & Forbes Holding von Ronald Perelman gehalten und gesteuert.
Durch die Übernahme eines größeren Teils der Delphi Corporation 2008 entstand das Unternehmen Inteva Products, welches heute zu den größten Automobilzulieferern der Welt zählt und vollständig durch Renco gehalten wird.
Im Jahr 2013 wurde die Renco-Unternehmensgruppe durch das Political Economy Research Institute der University of Massachusetts Amherst auf den Toxic 100 Index gesetzt. Mitverantwortlich hierfür ist unter anderem die Doe Run Company, ein Förderer und Aufbereiter von Blei. 
Nach eigenen Angaben erzielte die gesamte Unternehmensgruppe 2016 mit 12.000 Mitarbeitern einen Umsatz von fünf Milliarden US-Dollar. Die angeschlossenen Unternehmen des Konzerns unterhalten Niederlassungen in Nord- und Südamerika, Europa und Asien.